# تسلخ الأبهر العائلي
يشير تسلخ الأبهر العائلي أو «إف إيه دي» إلى قطع في جدار الأبهر عند القوس أو الفروع الصاعدة أو النازلة. يُعتقد أن «إف إيه دي» قادر على الانتقال بالوراثة الصبغية الجسدية السائدة، إذ يسبب توريثه تسلخ الشريان الأبهر، إلى جانب إصابته بأم الدم التسليخية، وفي حالات نادرة التمدد الشرياني أو الأبهري في سن مبكرة. يشير التسلخ إلى تمزق فعلي منفتح في الشريان الأبهر. مع ذلك، ما يزال الجين (الجينات) المسؤول عن حدوث ذلك مجهولًا. قد يحدث التسلخ في غياب المظاهر السريرية لمتلازمة مارفان وارتفاع ضغط الدم الجهازي. يؤدي هذا الضعف، بالترافق مع الضغط الانقباضي، إلى تمزق طبقة الغلالة البطانية للأبهر مع مرور الوقت، ما يسمح بدخول الدم بين الطبقات النسيجية مسببًا المزيد من التمزق. في النهاية، يحدث انقطاع كامل في الشريان الأبهر ويمتلئ التجويف الجنبي بالدم. تشمل العلامات الإنذارية كلًا من ألم الصدر، ونقص التروية والنزف داخل تجويف الصدر. تنتهي هذه الحالة عادة بالموت في حال عدم اكتشافها وعلاجها بشكل مبكر. تمثل الجراحة الفورية العلاج الأمثل في معظم الحالات. يجب عدم الخلط بين تسلخ الأبهر العائلي وحالتي «بّي إيه يو» (قرحة التصلب العصيدي النافذة) و«آي إم إتش» (الورم الدموي داخل الجدار)، اللتين تظهران بطرق مشابهة لطرق ظهور تسلخ الأبهر العائلي.

## علم وظائف الأعضاء
يرتبط تسلخ الأبهر العائلي عادة بمتلازمة مارفان، ومتلازمة إيلرز دانلوس وغيرها من الاضطرابات الوراثية التي تصيب النسج الضامة للجهاز القلبي الوعائي. ينجم انضغاط الطبقات الوسطى من اللمعة وتمزقها في النهاية عن عدد من الآليات المختلفة. تمتلئ هذه المناطق بالدم بمجرد تمزقها، وتصبح عرضة لتطور أمهات الدم. بالاعتماد على موقع التمزق، عادة ما يصيب «إف إيه دي» الأبهر الصاعد أو النازل، حيث يمكن ملاحظة البروز الذي يشكل السمة الرئيسية. يعود البروز إلى تشكل لمعة كاذبة بسبب الكمية الكبيرة للدم المتسرب من الأبهر والأوردة المحيطة. يُعد تنكس كل من الأبهر الصاعد أو النازل والصمامات الأذينية البطينية والهلالية أمرًا شائعًا في بعض الحالات، يحدث ذلك نتيجة انحلال النسيج المرن أو تلف الألياف المرنة وخسارتها. يُعزى الخلل الوظيفي في النسيج الضام إلى الطفرات، إلى جانب نقص التشفير الجيني لعدد من المكونات الهامة مثل الكولاجينات والبروتينات السكرية المرتبطة باللييفات الدقيقة. يسبب تلف هذه الطبقات الضامة في النهاية خللًا في سلامة لمعة الأبهر.
وُضع نظام سفينسون لتشخيص العمليات المرضية المرئية خلال التسلخ وتحديدها في خمس فئات بالاعتماد على مدى تجمع الدم وتخرب الوعاء الدموي. تشير الفئة 1 إلى أي تسلخ مترافق مع لمعة حقيقة أو كاذبة. تعتمد الفئة 2 بشكل محدد على وجود الورم الدموي أو النزيف في موقع التسلخ. تمثل الفئة 3 التسلخ غير المترافق مع ورم دموي. تشمل الفئة 4 حدوث قرحة في اللمعة. تشير الفئة 5 بدورها إلى أي نوع من النزيف الرضحي في التسلخ. تُعد الفئة الخامسة، في معظم الحالات، الأكثر خطورة وتهديدًا للحياة نتيجة خسارة كميات كبيرة من الدم بشكل سريع.
نموذجيًا، يصف الأشخاص المصابون بتسلخ الأبهر العائلي آلامًا مبرحة على هيئة شعور تمزق في الصدر ممتد إلى الظهر لدى البعض. تتأثر حيوية طبقات اللمعة المحيطة وقابلية نجاتها بأي أمر من شأنه إعاقة كمية الدم المتدفق ووصول المغذيات والاكسجين إلى جدران الأبهر الصاعد أو النازل. تشمل العوامل التي تلعب دورًا محتملًا في زيادة احتمالية حدوث تسلخ الأبهر العائلي لدى الفرد كلًا من ارتفاع ضغط الدم المزمن، والأمراض الالتهابية، وفرط تراكم اللويحات في الجدران التاجية، وزيادة ثخانة البطانة والتصلب الشرياني.